# Ráth Péter (gyógyszerész)
Ráth Péter (1812. március 12. – Buda, 1873. október 7.) országgyűlési képviselő, gyógyszerész, az Országos Gyógyszerész Egylet és a Budai Gyógyszerész Testület elnöke.

## Élete
1812-ben született, apja Ráth József (meghalt 1836) gyógyszerész volt, később Péter vitte tovább apja mesterségét. Testvére, Ráth Károly Budapest első főpolgármestere lett, József testvére budavári plébános, később pozsonyi kanonok a Vaskorona-rend vitéze (meghalt 1882), Adolf (meghalt 1878) testvére pedig ezredes volt.
Gyógyszertára először a Szentháromság téren, majd a Palota utca 9. szám alatt működött, a Tabánon. 1847-ben a alapított Gyógyszerész Testületnek elnöke lett, mely tisztséget 20 éven keresztül töltötte be. A Budapesti Gyógyszerész Testületnek 1850-ben alelnöke, majd 1854-től haláláig elnöke. Az Országos Közegészségügyi Tanács megalakulásakor a belügyminiszter a Tanács rendkívüli tagjává nevezte ki. Rövid ideig elnöke volt az 1872-ben megalakult Országos Gyógyszerész Egyesületnek. 1868-ban politikai pályára lépett; Buda város II. kerületének lett országgyűlési képviselője (1865-68).
Felesége Semmelweis Julianna volt, Semmelweis Ignác nővére, kivel 1836. május 28-án kelt egybe. Házasságukból négy fiú született: 
- József, aki a Rókus kórház szülészeti osztályának volt főorvosa 1877-től haláláig. 1864-ben a pesti egyetemen szerezte meg orvosdoktori oklevelét. 1865 és 1869 között Diescher János tanársegédje volt. Walla Ferenc 1869-ben bekövetkezett halála után indult a Rókus Kórház szülészeti osztályának főorvosi tisztjéért, de Fleischer Józsefet választották meg. 1875 júliusában, amikor Fleischer betegsége súlyosbodott, helyettesként őt bízták meg a szülészeti osztály vezetésével. Ekkor írta egyetlen tudományos közleményét ’A salicylsav eddigi alkalmazása a szülészet és nőgyógyászatban’ címmel.[5] 1893 márciusában, 52 éves korában érte a halál.[6] Nekrológja elég nyersen fogalmaz szakmai sikereiről, mindent családi kapcsolatainak tulajdonít[7]
- Péter (1842-1920-as évek[8]), udvari tanácsos, mérnök, a Kassa-Oderbergi Vasút vezérigazgatója, aki 1895-ben nemesi címet nyert.
- Lajos, törvényszéki joggyakornok 1881 júliusában fegyverrel vetett véget életének, 27 évesen.[9]
- Gyula, mérnök, pár héttel halála előtt nevezték ki a piski vasútállomás fűtőházi főnökének. 1884 márciusában, 27 évesen önkezével vetett véget életének.[10]

Írásban megjelent munkája: Kurze chemische Abhandlung über Quecksilber-chlorid und Platinschwamm welche an der königl. ung. Universität bei Bereitung erwähnter Präparate öffentlich abgehalten wurde. Pesth, 1833. 
Valamint az Orvosi Hetilapban jelentek meg írásai